# فرودگاه بانو
فرودگاه بانو (به انگلیسی: Bannu Airport) یک فرودگاه همگانی با کد یاتا BNP است که یک باند فرود آسفالت دارد و طول باند آن ۱۸۳۰ متر است. این فرودگاه در کشور پاکستان قرار دارد و در ارتفاع ۴۰۴ متری از سطح دریا واقع شده‌است.